# Rørdrum
Rørdrum (Botaurus stellaris) er en hejre i ordenen Pelecaniformes, der lever i Europa, Nordafrika og et bælte gennem Asien. Rørdrummen lever i tætte rørskove ved større søer og sumpede områder. Den færdes skjult og genkendes på sin vidtlydende stemme, den såkaldte pauken.

## Beskrivelse
Det er en stor fugl, der som regel indtager en duknakket holdning, benene er korte, halsen tyk, fjerdragten løs. Rørdrum er med sin fjerdragt godt camoufleret. Den ses sjældent, men hannernes dybe sang, pauken, der lyder noget i retning af, som når man puster i en tom flaske, kan høres flere kilometer væk.

## Føde
Rørdrummens føde består hovedsageligt af fisk og padder, men også slanger, mus og insekter er på dens menukort. Den trives bedst i milde vintre og klarer sig mindre godt under hård frost.

## Forekomst i Danmark
Rørdrum findes ofte ved den jyske vestkyst bl.a. ved Ringkøbing Fjord og i det sønderjyske marskområde. Også søerne ved Maribo på Lolland er et yndet tilholdssted. Den danske bestand blev i 2008 vurderet til at være på 300 par og i fremgang. Den er vurderet som sårbar på den danske rødliste.